# Ко Кьон Пхьо
Ко Кьон Пхьо (кор. 고경표) — південнокорейський актор.

## Біографія
Ко Кьон Пхьо народився 11 червня 1990 року в портовому місті Інчхон, що лежить на узбережжі Жовтого моря. Свою акторську кар'єру він розпочав у 2010 році з невеликої ролі в телесеріалі, того ж року він став постійним ведучим популярного комедійного шоу «Прямий ефір в суботню ніч. Корея». У наступні декілька років молодий актор грав другорядні ролі в телесеріалах та знімався в короткометражних фільмах. Зростання популярності Кьон Пхьо пов'язане з роллю в популярному серіалі «Відповідь у 1988», що став популярним не тільки у Кореї а й у сусідньому Китаї. Першою головною роллю для актора стала роль у серіалі «Найсильніший кур'єр», у якому висвітлюється шматочок життя звичайного кур'єра. На початку 2018 року Кьон Пхьо зіграв головну роль у медичному серіалі «Хрест».

## Служба в армії
З 21 травня 2018 року актор розпочав проходження обов'язкової для чоловіків у Південній Кореї служби в Збройних силах Республіки Корея. Демобілізувався актор 15 січня 2020 року.

## Фільмографія

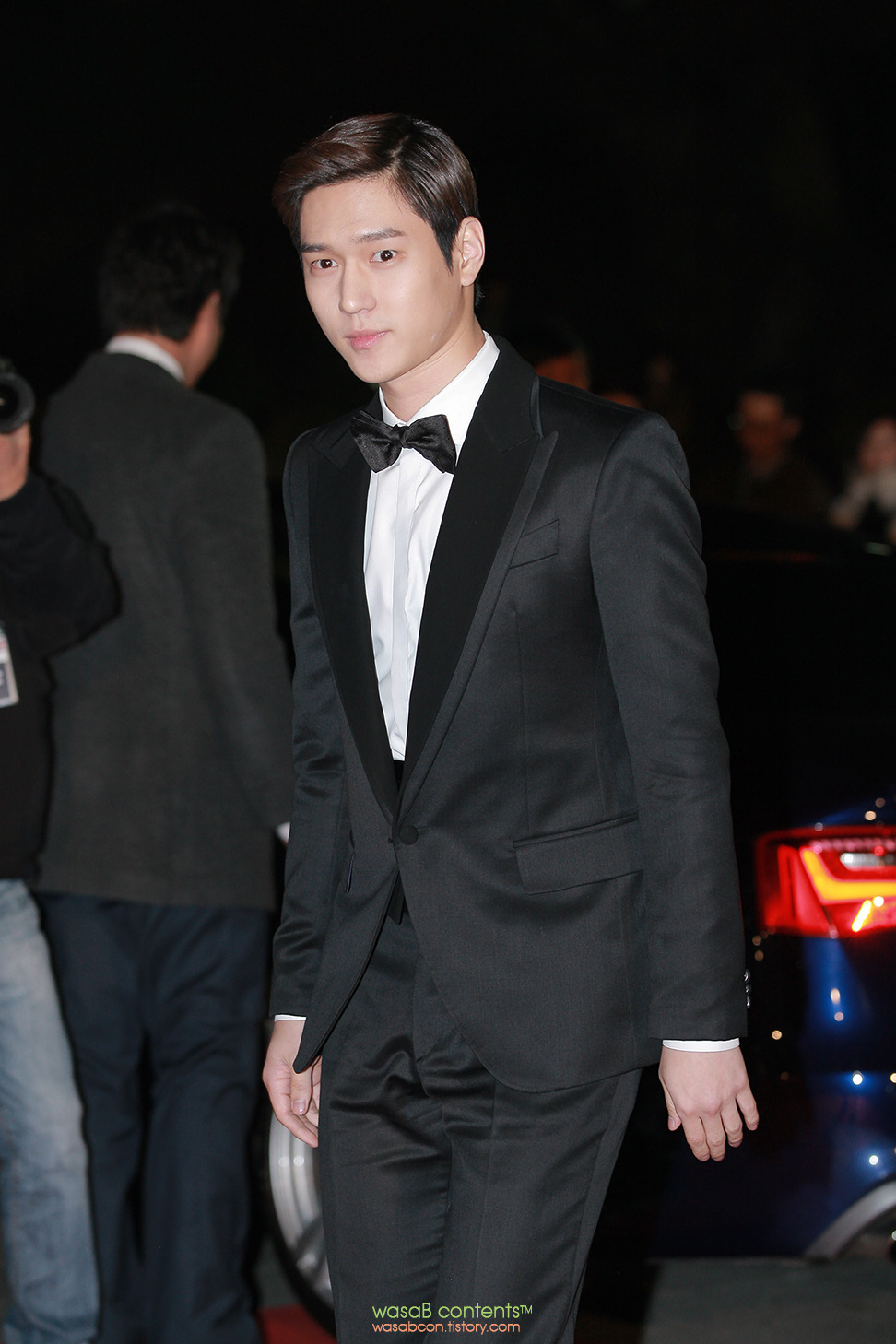
Ко Кьон Пхьо у 2014 році

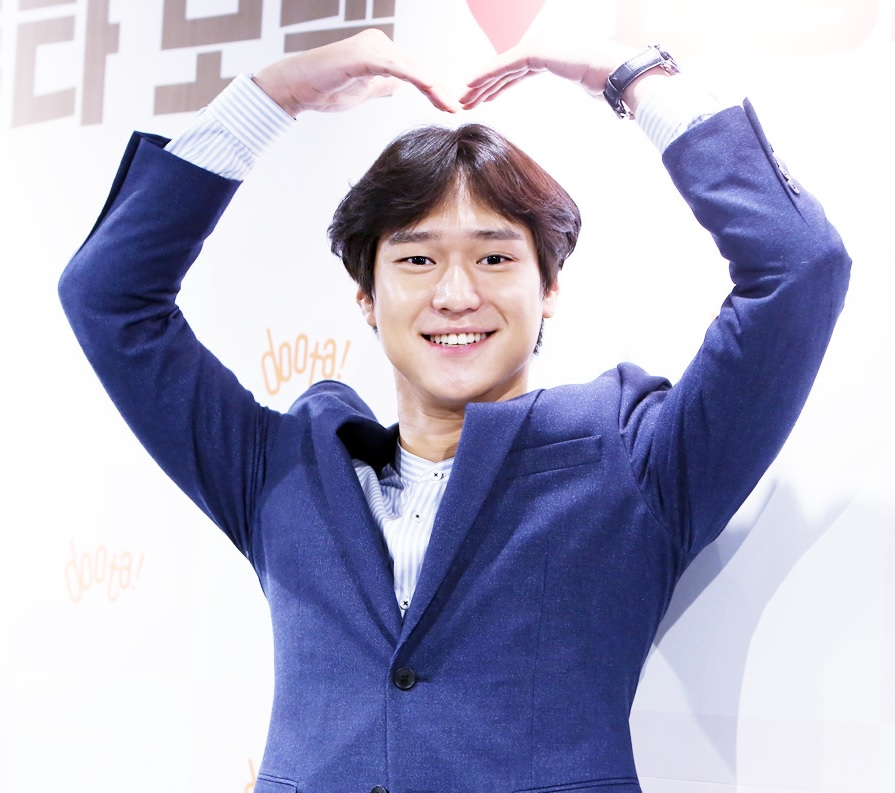
Ко Кьон Пхьо у 2016 році

### Телевізійні серіали
| Рік       | Назва                                         | Роль                             | Мережа    |
| --------- | --------------------------------------------- | -------------------------------- | --------- |
| 2010      | «Риба джунглів 2»                             | Бон Ільте                        | KBS2      |
| 2011      | Я вірю в кохання                              | Квон Пільйон                     | KBS2      |
| 2012      | «Операція Освідчення»                         | Сон Чхан Ук                      | TV Chosun |
| 2012      | «Очікування»                                  | Кім Кьонпхьо                     | MBC       |
| 2012      | «Вікторина від Бога» (3 сезон)                | Со Інгак (гість, 10-12 серії)    | OCN       |
| 2013      | «Мої милі хлопці»                             | О Донхун                         | tvN       |
| 2013      | «Картопляна зірка 2013QR3»                    | Но Мін Хьок                      | tvN       |
| 2014      | «Naeil's Cantabile»                           | Ю Іль Рак                        | KBS2      |
| 2015      | «Теплий та затишний»                          | Чон Мін (гість, 1 та 2 серії)    | MBC       |
| 2015–2016 | «Відповідь у 1988»                            | Сон Сан У                        | tvN       |
| 2016      | «Навіть не мрій»                              | Ко Чан Вон                       | SBS       |
| 2017      | «Чиказька друкарська машинка»                 | Ю Чін О                          | tvN       |
| 2017      | «Найсильніший кур'єр»                         | Чхе Кан Су                       | KBS2      |
| 2017      | «Кращий момент щоб кинути роботу» (вебсеріал) | Лі Мін У (камео)                 |           |
| 2018      | «Хрест»                                       | Кан Ін Гю                        | tvN       |
| 2020      | «Приватне життя»                              | Лі Чон Хван                      | JTBC      |
| 2021      | «Мій сусід Куміхо»                            | камео (серії: 7, 10, 11, 13, 14) | tvN       |
| 2021      | «Погоня за дезертирами» (вебсеріал)           | гість                            | Нетфлікс  |
| 2022      | «Кохання за контрактом»                       | Чон Чі Хо                        | tvN       |
| 2022      | «Підключення» (вебсеріал)                     | О Чін Соп                        | Disney+   |
| 2023      | «Жодних секретів»                             | Сон Кі Бек                       | JTBC      |

### Фільми
| Рік  | Назва                                                | Роль                  |
| ---- | ---------------------------------------------------- | --------------------- |
| 2012 | «Випускна поїздка» (Короткометражний фільм)          |                       |
| 2012 | «Мільйонер в бігах»                                  | Хьон Чхуль            |
| 2013 | «Історія чоловіка та жінки» (Короткометражний фільм) |                       |
| 2013 | «Історія жахів 2» (сегмент: «Втеча»)                 | Ко Бьон Сін           |
| 2013 | «Повір мені»                                         | Юн Сон                |
| 2014 | «Однієї літньої ночі» (Короткометражний фільм)       | Чун Кі                |
| 2014 | «Людина на високих підборах»                         | Чін У                 |
| 2014 | «Битва за Мьонрян»                                   | О Ду Кї               |
| 2015 | «Casa Amor: Ексклюзив для дам»                       | Пьо Кьон Су (камео)   |
| 2015 | «Дівчина-монета»                                     | Чхі До                |
| 2015 | «Підступний»                                         | великий принц Чунджон |
| 2018 | «Сім років ночі»                                     | Со Вон                |
| 2022 | «Рішення піти»                                       | Су Ван                |
| 2022 | «6/45»                                               | Пак Чхон У            |
| 2022 | «Атмосфера Сеула»                                    | О У Сам               |

## Нагороди
| Рік  | Нагорода                          | Категорія                                                           | Робота                                          | Результат | Прим.  |
| ---- | --------------------------------- | ------------------------------------------------------------------- | ----------------------------------------------- | --------- | ------ |
| 2013 | 34-та Кінопремія Блакитний дракон | Кращий новий актор                                                  | «Історія жахів 2»                               | Номінація |        |
| 2016 | 52-га Премія мистецтв Пексан      | Кращий новий кіноактор                                              | «Дівчина-монета»                                | Номінація |        |
| 2016 | Премія tvN10                      | Дві зірки                                                           | «Відповідь у 1988», «Прямий ефір в суботню ніч» | Номінація |        |
| 2016 | 24-та Премія SBS драма            | Нагорода за високу майстерність (актор романтично-комедійної драми) | «Навіть не мрій»                                | Номінація | [ 9 ]  |
| 2016 | 24-та Премія SBS драма            | Нова зірка                                                          | «Навіть не мрій»                                | Перемога  | [ 9 ]  |
| 2017 | 1-ша Сеульська премія             | Кращий драматичний актор другого плану                              | «Чиказька друкарська машинка»                   | Номінація | [ 10 ] |
| 2017 | 31-ша Премія KBS драма            | Нагорода за майстерність (актор мінісеріалу)                        | «Найсильніший кур'єр»                           | Номінація |        |
| 2022 | 43-тя Кінопремія Блакитний дракон | Кращий актор другого плану                                          | «Рішення піти»                                  | Номінація |        |
| 2022 | 43-тя Кінопремія Блакитний дракон | Популярна зірка                                                     | «Рішення піти»                                  | Перемога  |        |